# Papilio leucotaenia
Espèce
Statut de conservation UICN

VU : Vulnérable
Papilio leucotaenia est une espèce de lépidoptères (papillons) de la famille des Papilionidae. Cette espèce est présente en Afrique de l'Est.

## Systématique
L'espèce Papilio leucotaenia a été décrite pour la première fois en 1908 par l'entomologiste Charles Rothschild dans The Entomologist's monthly magazine